# Konkola Blades Football Club
Actualités
Le Konkola Blades Football Club est un club de football zambien basé à Chililabombwe.

## Histoire
Le club participe à de nombreuses reprises au championnat de première division.

## Palmarès
- Coupe de Zambie
  - Vainqueur : 1983, 1998
  - Finaliste : 1982